# Alginato de sódio
Alginato de sódio é um composto químico, é o sal de sódio do ácido algínico. Sua fórmula química empírica é NaC6H7O6. Ele forma uma goma, quando extraido das paredes celulares de algas castanhas, é usado pela indústria de alimentos para aumentar a viscosidade e como emulsificante. Também é usado em tabletes contra a indigestão e na preparação de moldes em odontologia. O alginato de sódio não tem sabor distinguível. 
Aplicações
Tem aplicação na gelificação. Para geleificar, o alginato de sódio reage com íons cálcio (ou com outros elementos parecidos com o cálcio) e formar um gel termo irreversível (não retorna ao estado líquido com o calor)  que constituí a película que reveste as esferas resultantes da esferificação, em uma das técnicas de gelificação externa. Essa técnica consiste em aprisionar um líquido qualquer em uma esfera perfeita, (esferas preparadas com gel). Na esferificação básica trabalha-se com proporções de 0,4% a 0,7% de alginato de sódio no produto. 
Uso
Usado na indústria alimentícia como aditivo estabilizante para alterar a viscosidade de sorvetes, leite com chocolate, molhos de salada, glacês e outras variedades semelhantes (geleificante em geléias e pudins, agente de suspensão e espessante em sucos de frutas e outras bebidas, estabilizante de espuma em cerveja, emulsificante em molho - por exemplo maionese - e agente formador de filme em invólucro de carne, peixe e outros produtos).
Tem como aditivo alimentar o número E 401, e número da CAS 9005-38-3.
Outro grande uso do alginato de sódio é em tingimento reativo, aonde é usado na indústria têxtil.

## Radioatividade no corpo
Alginato de sódio é um bom quelante para arrastar elementos radioativos tais como o iodo-131 e o estrôncio-90 do corpo, os quais tenham tomado o lugar de suas contrapartes isotópicas não radioativas.